# برادویژن
برادویژن (انگلیسی: Broadvision) شرکت فناوری اطلاعات آمریکایی است، که در سال ۱۹۹۳ تأسیس شد.